# Tyrone Ferm
Tyrone Ferm, född 3 november 1940, är en svensk kanotist från Jönköping, som var framgångsrik vid 1960-talets mitt. Han tog silver på  K-2 vid sprintvärldsmästerskapen 1963 i Jajce.
Ferm är Stor grabb nummer 54 på Svenska Kanotförbundets lista över mottagare för utmärkelsen Stor kanotist.